# Кубок світу з біатлону 2019—2020, естафета, чоловіки
Змагання заліку естафет у чоловіків у програмі Кубку світу з біатлону 2019-2020 розпочалися 7 грудня 2020 року на першому етапі в шведському Естерсунді  й завершаться на в сьомому етапі, що проходитиме в чеському Новому-Месті. Усього в програмі кубка світу заплановано 6 естафет.
За підсумками сезону 2018-2019 свій титул найкращої естафетної команди відстоюватиме збірна Норвегії.

## Формат
В естафеті від кожної команди змагаються чотири біатлоністи, кожен з яких пробігає три кола загальною довжиною 6 км, виконуючи дві стрільби з положення лежачи й стоячи. На кожній стрільбі біатлоніст має влучити в п'ять мішеней. Для цього в нього є 8 патронів, але спочатку в магазині тільки п'ять, додаткові патрони спортсмен повиннен заряджати по одному. За кожну нерозбиту мішень біатлоніст повинен пробігти штрафне коло, довжиною 150 м. Гонка проводиться із загальним стартом. Першу стрільбу першого етапу біатлоністи повинні виконувати на установках, визначених їхнім стартовим номером. Надалі біатлоніси виконують стрільбу з установки, яка відповідає поточному місцю в гонці.

## Призери попереднього сезону
| Медаль  | Країна    | Очки |
| ------- | --------- | ---- |
| Золото: | Норвегія  | 270  |
| Срібло: | Росія     | 236  |
| Бронза: | Німеччина | 233  |

## Переможці та призери етапів
| Етап:                        | Золото:                                                                                | Час                                                       | Срібло:                                                                    | Час                                                       | Бронза:                                                                  | Час                                                       |
| Естерсунд                    | Норвегія Йоганнес Дале Ерленн Б'єнтегор Тар'єй Бо Йоганнес Тінгнес Бо                  | 1:10:30.4 (0-0) (0-2) (0-2) (0-1) (0-1) (0-1) (0-1) (0-1) | Франція Емільєн Жаклен Кантен Фійон Майє Сімон Детьє Мартен Фуркад         | 1:11:02.7 (0-0) (0-1) (1-3) (0-0) (0-1) (0-2) (0-0) (0-0) | Італія Лукас Гофер Томас Бормоліні Даніеле Каппелларі Домінік Віндіш     | 1:11:57.5 (0-1) (0-1) (0-1) (0-2) (0-1) (0-0) (0-1) (0-1) |
| Гохфільцен                   | Норвегія Йоганнес Дале Ерленн Б'єнтегор Тар'єй Бо Йоганнес Тінгнес Бо                  | 1:14:44.2 (0-0) (0-0) (1-3) (0-2) (0-0) (0-0) (0-0) (0-2) | Німеччина Філіпп Горн Йоганнес Кюн Арнд Пайффер Бенедикт Долль             | 1:14:46.2 (0-2) (0-2) (0-0) (0-0) (0-0) (0-2)             | Франція Антонен Гігонна Емільєн Жаклен Фаб'єн Клод Кантен Фійон Майє     | 1:15:36.1 (0-2) (0-0) (0-0) (0-2) (0-0) (1-3) (0-1) (0-0) |
| Обергоф                      | Норвегія Ларс-Гельге Біркеланн Ерленн Б'єнтегор Йоганнес Дале Ветле Шостад Крістіансен | 1:19:32.3 (0-0) (0-0) (0-2) (0-0) (0-0) (1-3) (0-0) (1-3) | Франція Емільєн Жаклен Мартен Фуркад Сімон Детьє Кантен Фійон Майє         | 1:19:36.7 (0-1) (2-3) (0-0) (0-0) (0-0) (0-1) (0-0) (0-1) | Німеччина Філіпп Горн Йоганнес Кюн Арнд Пайффер Бенедікт Долль           | 1:20:20.5 (0-3) (0-0) (0-0) (1-3) (0-2) (0-3) (0-0) (1-3) |
| Рупольдінг                   | Франція Емільєн Жаклен Мартен Фуркад Сімон Детьє Кантен Фійон Майє                     | 1:18:11.2 (0-0) (0-1) (0-0) (0-0) (1-0) (0-0) (0-2) (0-2) | Норвегія Йоганнес Дале Ерленн Б'єнтегор Тар'єй Бо Ветле Шостад Крістіансен | 1:19:23.4 (0-1) (0-3) (0-2) (0-2) (0-0) (0-1) (0-0) (0-1) | Австрія Домінік Ландертінгер Зімон Едер Фелікс Ляйтнер Юліан Ебергард    | 1:19:35.5 (0-0) (0-1) (0-1) (0-0)                         |
| Чемпіонат світу, Антенсельва | Франція Емільєн Жаклен Мартен Фуркад Сімон Детьє Кентен Фійон-Має                      | 1:12:35.9 (0+0) (0+1) (0+0) (0+0) (0+0) (0+1) (0+0) (0+2) | Норвегія Ветле Шостад Крістіансен Йоганнес Дале Тар'єй Бо Йоганнес Бо      | 1:12:57.4 (0+0) (1+3) (0+0) (0+3) (0+1) (0+2) (0+2) (0+1) | Німеччина Ерік Лессер Філіпп Горн Арнд Пайффер Бенедикт Долль            | 1:13:12.1 (0+0) (0+0) (0+0) (0+1)                         |
| Нове Место                   | Норвегія Ветле Шостад Крістіансен Йоганнес Дале Тар'єй Бо Йоганнес Тінгнес Бо          | 1:10:25.3 (0+1) (0+1) (0+2) (0+0) (0+0) (0+1) (0+0) (0+0) | Україна Артем Прима Сергій Семенов Руслан Ткаленко Дмитро Підручний        | 1:11:03.5 (0+0) (0+2) (0+1) (0+0) (0+0) (0+1)             | Швеція Себастьян Самуельссон Єспер Нелін Пеппе Фемлінг Мартін Понсілуома | 1:11:08.6 (0+1) (0+0) (0+0) (1+3) (0+3) (0+0) (0+1) (0+0) |

## Нарахування очок
| Місце | 1  | 2  | 3  | 4  | 5  | 6  | 7  | 8  | 9  | 10 | 11 | 12 | 13 | 14 | 15 | 16 | 17 | 18 | 19 | 20 | 21 | 22 | 23 | 24 | 25 | 26 | 27 | 28 | 29 | 30 | 31 | 32 | 33 | 34 | 35 | 36 | 37 | 38 | 39 | 40 |
| ----- | -- | -- | -- | -- | -- | -- | -- | -- | -- | -- | -- | -- | -- | -- | -- | -- | -- | -- | -- | -- | -- | -- | -- | -- | -- | -- | -- | -- | -- | -- | -- | -- | -- | -- | -- | -- | -- | -- | -- | -- |
| Очки  | 60 | 54 | 48 | 43 | 40 | 38 | 36 | 34 | 32 | 31 | 30 | 29 | 28 | 27 | 26 | 25 | 24 | 23 | 22 | 21 | 20 | 19 | 18 | 17 | 16 | 15 | 14 | 13 | 12 | 11 | 10 | 9  | 8  | 7  | 6  | 5  | 4  | 3  | 2  | 1  |

## Таблиця
| #  | Команда        | ЕСТ | ГОХ | ОБЕ | РУП | ЧС | НОМ | Разом |
| -- | -------------- | --- | --- | --- | --- | -- | --- | ----- |
|    | Норвегія       | 60  | 60  | 60  | 54  | 54 | 60  | 348   |
| 2  | Франція        | 54  | 48  | 54  | 60  | 60 | 26  | 302   |
| 3  | Німеччина      | 34  | 54  | 48  | 40  | 48 | 40  | 264   |
| 4  | Росія          | 43  | 38  | 43  | 43  | 43 | 43  | 253   |
| 5  | Словенія       | 36  | 32  | 38  | 36  | 40 | 34  | 216   |
| 6  | Україна        | 38  | 30  | 31  | 34  | 29 | 54  | 216   |
| 7  | Швеція         | 40  | 31  | 30  | 32  | 31 | 48  | 212   |
| 8  | Білорусь       | 27  | 36  | 40  | 38  | 32 | 36  | 209   |
| 9  | Австрія        | 29  | 29  | 32  | 48  | 38 | 31  | 207   |
| 10 | Італія         | 48  | 34  | 18  | 29  | 36 | 38  | 203   |
| 11 | Чехія          | 28  | 40  | 34  | 30  | 28 | 29  | 189   |
| 12 | Швейцарія      | 31  | 27  | 36  | 25  | 26 | 32  | 177   |
| 13 | Канада         | 30  | 43  | 27  | 22  | 27 | 27  | 176   |
| 14 | США            | 26  | 23  | 29  | 31  | 34 | 30  | 173   |
| 15 | Болгарія       | 32  | 24  | 15  | 24  | 30 | 28  | 153   |
| 16 | Естонія        | 24  | 25  | 28  | 19  | 20 | 25  | 141   |
| 17 | Польща         | 25  | 26  | 19  | 28  | 25 | 18  | 141   |
| 18 | Фінляндія      | 23  | 28  | 22  | 26  | 15 | 19  | 133   |
| 19 | Словаччина     | 22  | 22  | 23  | 16  | 24 | 23  | 130   |
| 20 | КНР            | 19  | 16  | 25  | 23  | 23 | 24  | 130   |
| 21 | Литва          | 21  | 19  | 21  | 27  | 17 | 20  | 125   |
| 22 | Румунія        | 20  | 15  | 26  | 20  | 18 | 22  | 121   |
| 23 | Латвія         | 15  | 20  | 20  | 17  | 19 | 16  | 107   |
| 24 | Казахстан      | 18  | 17  | 24  | 15  | 16 | 15  | 105   |
| 25 | Бельгія        |     | 21  | 17  | 21  | 22 | 21  | 102   |
| 26 | Південна Корея | 16  | 14  | 16  | 18  | 14 | 17  | 95    |
| 27 | Японія         | 17  | 18  |     |     | 21 |     | 56    |